# Siège de Diest
Guerre des Paysans
Batailles
- Saint-Nicolas
- 1er Boom
- Merchtem
- Zele
- Malines
- 2e Boom
- Hooglede
- Moorslede
- Zonnebeke
- 1er Diest
- 1er Louvain
- Alost
- Turnhout
- Enghien-Hal
- Hérinnes
- Audenarde
- Leuze
- 2e Louvain
- Ingelmunster
- Duffel
- Herentals
- Arzfeld
- Clervaux
- Amblève
- Stavelot
- Pollare
- Londerzeel
- Kapelle-op-den-Bos
- Bornem
- Meerhout
- 2e Diest
- 3e Diest
- Mol
- Jodoigne
- Marilles
- Beauvechain
- Hélécine
- Kapellen
- Meylem
- Hasselt

Le siège de Diest se déroule en 1798, pendant la guerre des Paysans. Les forces républicaines françaises sont victorieuses et reprennent le contrôle de la ville.

## Prélude
Après s'être emparés de la ville de Diest le 12 novembre 1798, les paysans insurgés décident de s'y maintenir et de s'y fortifier en creusant des tranchées devant les portes de la ville. Les rebelles commandés par Eelen reçoivent également des renforts, principalement les forces de Emmanuel Jozef van Gansen, qui abandonnent Meerhout et Mol, mais aussi celles d'autres chefs tels que Cockx, de Diest, les frères Craeninckx et Smets, de Rotselaar ; Crabeels, de Zichem ; Goosens, de Montaigu ; Stoelmans, de Zoerle ; Meulemans, de Tongerlo et Pieter Corbeels. Dans son rapport, le général Jardon estime leur nombre à 5 000 hommes, d'autres auteurs avancèrent 6 000. Des insurgés ayant pris part au combat, déclarèrent même que leurs forces étaient de 12 000 combattants,.
Pendant la journée du 12, les insurgés creusent des tranchées près des murailles et des routes, fabriquent des cartouches et réquisitionnent les armes, mais ils sont déçus de ne trouver aucune pièce d'artillerie dans la ville. La plupart des paysans campent en dehors de la ville et une avant-garde est placée à Montaigu, à l'ouest, sur la route d'Aarschot. Ils laissent passer les voitures publiques, munies de sauf-conduits signés par la Eelen, proclamé commandant de la place,.

## Déroulement

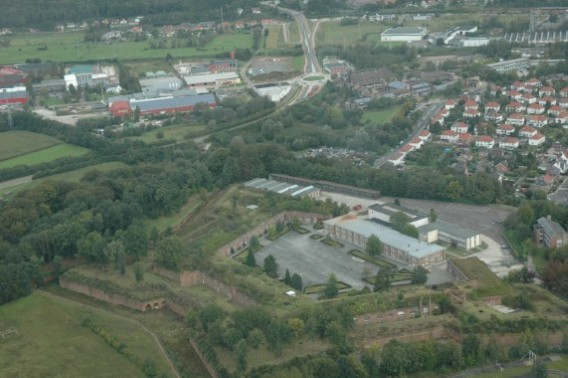
Vue aérienne de la citadelle de Diest construite au XIXe siècle sur l'emplacement de la chapelle de Tous-les-Saints où fut déployée l'artillerie française lors du siège de 1798.

Du côté des Républicains, l'alerte est donnée lorsque la garnison française de Diest, mise en déroute lors de la prise de la ville, vient trouver refuge à Louvain. Le jour même, une petite colonne de 50 gendarmes et volontaires est réunie à Louvain et tente une expédition sur Diest où elle arrive le 13 novembre au petit matin. Aisément repoussée par les insurgés, elle rétrograde sur Louvain après un court combat. Mais quelques heures plus tard, venue de Geel, la colonne des généraux Jardon et Chabert, accompagnée de deux canons, fait son apparition au nord de Diest,.
Jardon se déploie à l'ouest près de la chapelle de Tous-les-Saints, à proximité des portes de Montaigu et Louvain, Chabert au nord, près des portes de Schaffen et Anvers. L'artillerie française, constituée d'une pièce de 4 et d'une pièce de 8, ouvre le feu sur les paysans rassemblés devant les remparts. Ces derniers courent se réfugier dans la place sans éprouver, semble-t-il, de pertes importantes. Les Français tentent alors de prendre la ville dans la foulée en lançant un assaut mais ils sont surpris par la fusillade des paysans cachés dans les tranchées. Le premier assaut ayant été repoussé, les Français se mettent alors à bombarder les remparts avec une batterie de sept canons arrivés entre-temps,.
À midi cependant, le général Jardon interrompt l'attaque et propose aux assiégés une capitulation contre la remise de leurs armes et une amnistie pour tous les insurgés, à l'exception des chefs qui doivent être livrés. Mais Van Gansen demande à évacuer la ville avec armes et bagages, Jardon refuse et les négociations n'aboutissent à rien. Vers trois heures de l'après-midi, le bombardement des murailles reprend et se poursuit jusque dans la nuit. L'infanterie française prend le contrôle de la route de Montaigu à l'ouest et de la chapelle de Tous-les-Saints, située sur une colline sur laquelle l'artillerie est déployée,.
Les combats reprennent à l'aube, les paysans tentent à trois reprises une sortie contre la batterie de Tous-les-Saints, mais ils sont à chaque fois refoulés. La dernière tentative cependant, n'est repoussée que de justesse, et les insurgés manquent de peu de s'emparer des canons abandonnés par les artilleurs. Mais Van Gansen est blessé à la mâchoire par un éclat de mitraille et une contre-attaque des fantassins français leur permet de reprendre les pièces d'artillerie avant que les rebelles n'aient pu les emporter ou n'aient songé à les enclouer,.

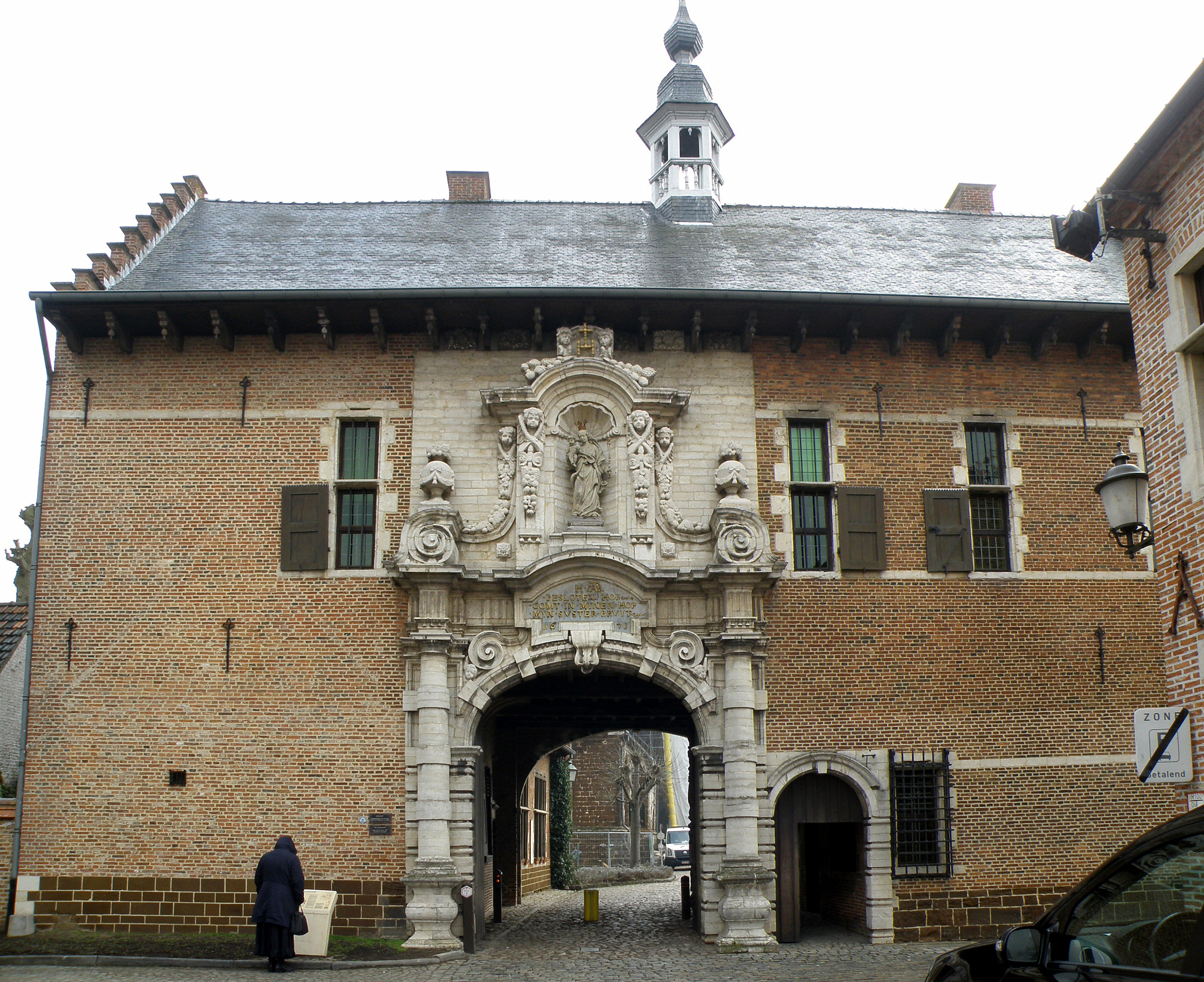
Entrée du béguinage de Diest, près l'endroit où les insurgés traversèrent pour évacuer la ville.

Dans les heures qui suivent, les Français reçoivent d'importants renforts notamment une colonne de 3 500 hommes de l'Armée de Mayence venue de Saint-Trond avec plusieurs canons. Vers midi, un bataillon de la 66e demi-brigade fait son apparition, il se déploie entre deux moulins sur la route de Hasselt, à l'est de Diest. Les deux autres bataillons de la demi-brigade arrivent pendant la nuit. Puis, le général en chef Colaud vient lui-même prendre le commandement du siège, accompagné d'obusiers, d'une demi-compagnie d'artillerie légère, ainsi que du 20e et du 23e régiment de chasseurs à cheval. Cinq colonnes françaises avec environ 50 canons encerclent alors Diest,,
La menace d'un encerclement complet et l'arrivée d'obusiers décident les chefs insurgés à ordonner l'évacuation de la place. Peu après minuit, les rebelles commencent leur repli par les marais à l'est du côté de Zelem. Les paysans construisent silencieusement un petit pont en bois près du béguinage pour traverser le Démer. Mais bâti peu solidement avec des chariots, des échelles et des planches et franchi par un trop grand nombre d'hommes, le pont finit par s'effonder et plusieurs paysans se noient. Accrochés par des sentinelles françaises, d'autres insurgés paniquent et s'égarent dans les marais. Cependant la plupart des rebelles ont pu traverser la rivière, ils parviennent à éviter les forces de Chabert et à s'enfuir du côté de Hasselt. Blessé, Van Gansen se cache dans le béguinage, il quitte la ville quelques jours plus tard, dissimulé dans un tonneau,.

## Bilan

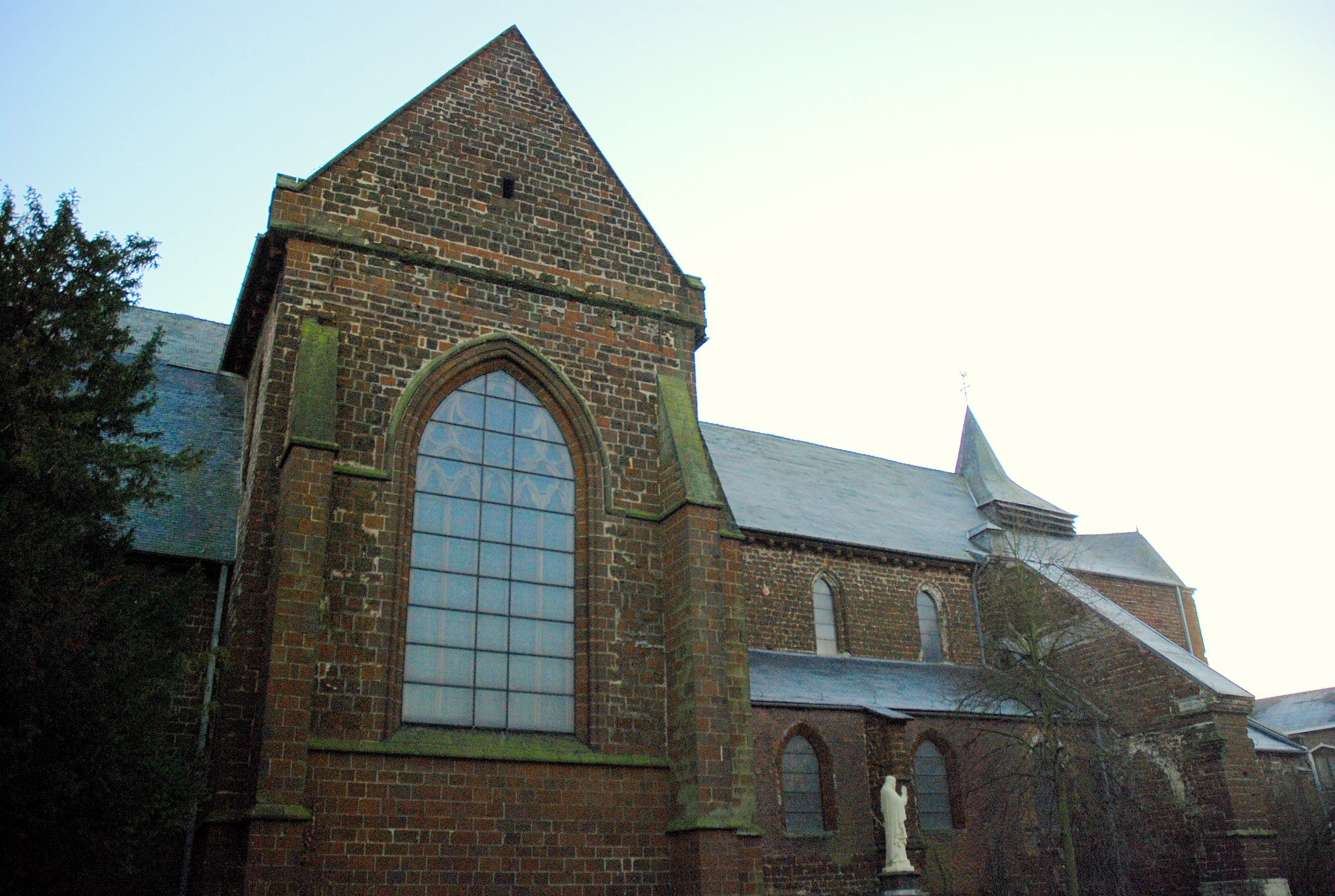
Église Notre-Dame de Diest.

Arrivés à Zelem, les insurgés se séparent en deux groupes, ceux du Hageland, menés par Eelen se portent vers le sud en direction de Kerck et Léau tandis que ceux de la Campine, dirigés par Heylen, Corbeels et Meulemans regagnent Mol au nord.
Le lendemain à l'aube, les éclaireurs français pénètrent dans la ville, surpris de la trouver abandonnée par les insurgés. L'armée entre alors dans Diest, quelques traînards sont tués et une trentaine de Républicains emprisonnés ou cachés chez des habitants pendant l'occupation de la ville sont retrouvés. Une vingtaine de rebelles blessés ont également été laissés dans les hôpitaux.
Diest est frappée d'une répression, des soldats se vengent contre la population, accusée à tort d'avoir soutenu les rebelles, la ville est pillée pendant deux heures, des suspects sont arrêtés, le général Colaud fait arrêter 25 personnes comme otages, ainsi que sept prêtres. La ville est également frappée d'une contribution de 40 000 ou 50 000 livres en numéraire et doit fournir à l'armée quatre jours de vivres et de boissons,.
D'après le procès-verbal de l'administration départementale, environ 100 maisons sont pillées et un habitant est tué. Selon l'enquête de l'administrateur municipal d'Elderen, 32 maisons ont été pillées, 382 habitants maltraités et forcés de fournir de l'argent ou des effets, plusieurs autres ont été grièvement blessés, sabrés ou fusillés,. Selon l'historien Paul Verhaegen, une dizaine d'habitants, dont une jeune fille de 16 ans, sont assassinés par des soldats
Concernant les pertes, 200 insurgés ont été tués dans les deux premiers jours du combat, au moins 70 se noient dans les marais en évacuant la ville dans la nuit du 14 au 15 novembre. Selon le général Jardon, les rebelles ont laissé 400 cadavres. Il y eut 500 à 600 morts selon des journaux républicains. D'après le général Beguinot, 150 sont tués dans la poursuite et 500 se sont noyés dans les marais. Les corps sont enterrés dans une fosse commune au cimetière Notre-Dame, à Diest.
D'après l'historien Paul Verhaegen, le nombre des paysans noyés lors de la traversée du Démer est peut-être de 60, dont Van Dyck, le trésorier-général des rebelles.
En fin de journée les Républicains évacuent la ville, Chabert se porte vers la Meuse-Inférieure, Colaud et Jardon du côté de Bruxelles, Louvain et Malines. En chemin les soldats commettent des pillages et des viols à Montaigu-Zichem, Hauwaert, Glabbeek, Betekom et Louvain.
Cependant la victoire n'est pas décisive car la majorité des rebelles est parvenue à s'échapper. Le général Colaud regagne Bruxelles avec 2 000 hommes, mais il fait aussi arrêter le général Chabert et le fait traduire devant un conseil de guerre pour avoir laissé échapper les insurgés. Jugé, Chabert est cependant acquitté à l'unanimité le 3 janvier 1799.